# Strength & Loyalty
Strength & Loyalty, originalmente titulado The Bone Thugs Story, es el séptimo álbum de estudio del grupo Bone Thugs-N-Harmony, lanzado el 8 de mayo de 2007. Con la participación de varios artistas de la talla de The Game, Akon, Swizz Beatz, Bow Wow y Mariah Carey, entre otros.

## Lista de canciones
1. "Flow Motion" - 3:09
2. "Bumps In The Trunk" (Feat. Swizz Beatz) - 4:25
3. "I Tried" (Feat. Akon) - 4:47
4. "Lil' L.O.V.E." (Feat. Mariah Carey & Bow Wow) - 3:52
5. "C-Town" (Feat. Twista) - 5:05
6. "Order My Steps (Dear Lord)" (Feat. Yolanda Adams) - 3:57
7. "Streets" (Feat. The Game and Will.I.Am) - 4:21
8. "9mm" - 4:43
9. "Gun Blast" - 3:37
10. "Candy Paint" (Feat. Swizz Beatz & Autumn Rowe) - 3:45
11. "So Good So Right" (Feat. Felecia) - 3:35
12. "Sounds the Same" - 4:25
13. "Never Forget Me" (Feat. Akon) - 4:46
14. "Just Vibe" (Best Buy Bonus)

- Datos: Q1755965